# El Deseo (azienda)
El Deseo S.A. è una casa di produzione spagnola, fondata da Pedro Almodóvar e il fratello Agustín Almodóvar nel 1985.
La società ha finanziato tutti i film diretti da Pedro a partire da La legge del desiderio del 1987 ma ha anche prodotto film non diretti dal regista manchego, in particolare ha dato la possibilità di esordire ad una nuova generazione di cineasti come: Álex de la Iglesia e Isabel Coixet.
L'American Film Institute ha celebrato i venticinque anni di attività della El Deseo a Los Angeles.

## Filmografia parziale
- La legge del desiderio di Pedro Almodóvar (1987)
- Donne sull'orlo di una crisi di nervi di Pedro Almodóvar (1988)
- Azione mutante di Álex de la Iglesia (1993)
- Carne trémula di Pedro Almodóvar (1997)
- Tutto su mia madre di Pedro Almodóvar (1999)
- La spina del diavolo di Guillermo del Toro (2001)
- La vita segreta delle parole di Isabel Coixet (2005)
- Gli abbracci spezzati di Pedro Almodóvar (2009)
- La pelle che abito di Pedro Almodóvar (2011)
- Gli amanti passeggeri di Pedro Almodóvar (2013)
- Zama di Lucrecia Martel (2017)
- Dolor y gloria, regia di Pedro Almodóvar (2019)
- The Human Voice, regia di Pedro Almodóvar - cortometraggio (2020)
- Madres paralelas, regia di Pedro Almodóvar (2021)
- Strange Way of Life, regia di Pedro Almodóvar - cortometraggio (2023)
- La stanza accanto (The Room Next Door), regia di Pedro Almodóvar (2024)